# El nen (Star Trek: La nova generació)
"El nen" (títol original en anglès "The Child") és el primer episodi de la segona temporada de la sèrie de televisió de ciència-ficció estatunidenca Star Trek: La nova generació, i el 27è de tota la sèrie, que es va emetre originalment el 21 de novembre de 1988, en redifusió als Estats Units. La història va ser escrita originalment per Jaron Summers i Jon Povill per a la sèrie cancel·lada de finals de la dècada de 1970 Star Trek: Phase II. A causa dels ajustats terminis causats per la vaga del Sindicat de Guionistes dels Estats Units de 1988, els productors de La nova generació van cercar els registres d'aquell projecte de televisió anterior, i el guió va ser modificat per productor creador Maurice Hurley.
Ambientada al segle XXIV, la sèrie segueix les aventures de la tripulació de la nau de la Flota Estel·lar de la Federació Enterprise-D. En aquest episodi, la consellera de la nau Deanna Troi (Marina Sirtis) queda embarassada d'una entitat alienígena i dóna a llum un nen misteriós. Això causa problemes a l' Enterprise, que està transportant perilloses soques d'una plaga. La presència del nen a la nau comença a posar en perill la tripulació a causa dels efectes sobre una mostra de virus transportada per la nau. Ell sacrifica el seu cos físic, convertint-se de nou en un ésser energètic, dient a Troi per què va visitar abans de marxar.
Sent el primer episodi de la segona temporada, "El nen" va ser el primer episodi a presentar Diana Muldaur com a Doctora Katherine Pulaski i Whoopi Goldberg com a Guinan. El director Rob Bowman se li va permetre utilitzar equips de càmera addicionals per millorar l'estil de rodatge, donant lloc a un canvi en el pla inicial de l'episodi. Va ser vist per 10,9 milions d'espectadors, però els crítics van tenir una opinió negativa de l'episodi dient que no hi havia cap efecte continu per a Troi. Altres crítiques també van comparar els mitjans de l'embaràs del personatge amb la violació, i van afirmar que les reaccions dels altres membres de la tripulació eren irracionals.

## Argument
La nova directora mèdica, la doctora Katherine Pulaski (Diana Muldaur), és portada a bord de lEnterprise mentre es prepara per viatjar a Aucdet IX per agafar mostres de virus perillosos, que seran portades a una Estació Mèdica de la Flota Estel·lar amb l'esperança que puguin facilitar una cura per a una epidèmia al Sistema Rachelis. Després d'emportar el nou metge a bord, la nau viatja a una velocitat inferior a la llum mentre una bola d'energia passa pel casc, i finalment s'instal·la a l'úter de la consellera Deanna Troi (Marina Sirtis). El capità Jean-Luc Picard (Patrick Stewart) es pregunta per què el nou metge no s'ha presentat a ell i la localitza al saló Ten Forward, on treballa la cambrera, Guinan (Whoopi Goldberg). Picard troba la doctora Pulaski parlant amb Troi sobre el seu embaràs inesperat. Els oficials superiors es reuneixen per parlar de l'embaràs. El fetus creix a un ritme accelerat i es desenvoluparia completament en 36 hores. Troi no sap qui és el pare, però era conscient d'una "presència" que va entrar al seu cos la nit anterior. Tot i que el personal superior debat sobre la interrupció de l'embaràs, Troi decideix que tindrà el nen .
L' Enterprise arriba a l'Aucdet IX per recollir les mostres del virus, que s'emmagatzemen en un recipient d'emmagatzematge d'alta seguretat. Troi dóna a llum un nen aparentment normal, a qui anomena Ian Andrew en honor al seu pare. Ian continua desenvolupant-se ràpidament; en un dia, apareix com un nen de quatre anys amb les facultats mentals corresponents. Quan se li pregunta si està preparat per explicar qui o què és, Ian respon "encara no". Un cop finalitzada la transferència de les mostres del virus, l' Enterprise es dirigeix a l'estació mèdica de la Flota Estelar. En el camí, la tripulació descobreix que una de les soques de plaga està creixent de manera inexplicable; si continua creixent, trencarà el recipient d'emmagatzematge i provocarà una exposició catastròfica per a tots a bord.
Descobreixen que una font desconeguda de radiació Eichner està causant el creixement. Ian (R. J. Williams), que ara apareix com un nen de vuit anys, confia a Troi que ell és l'origen dels problemes de la tripulació i que haurà de marxar. Troi s'adona que Ian s'està morint i demana assistència mèdica. Ian mor als braços de Troi i torna a la seva forma d'energia. L'ésser d'energia entra en contacte amb la ment de Troi i explica que la va impregnar per descobrir com era ser humà. Amb l'Ian desaparegut, la mostra de pesta torna a la normalitat i la tripulació continua amb la seva missió.
Mentrestant, Wesley Crusher (Wil Wheaton) ha estat plantejant-se deixar l' Enterprise per unir-se a la seva mare a la Terra després de la seva promoció a directora de la Flota Mèdica Estel·lar. Després de rebre l'orientació de Guinan, decideix que vol romandre a l' Enterprise.

## Repartiment i doblatge al català
La sèrie va ser doblada al català pels estudis Tramontana (primera part) i Soundtrack (segona part) i emesa a TV3 l’any 1991. Els dobladors de l'episodi foren:
| Personatge           | Actor/actriu     | Veu en català            |
| -------------------- | ---------------- | ------------------------ |
| Jean-Luc Picard      | Patrick Stewart  | Joan Crosas              |
| William Riker        | Jonathan Frakes  | Antoni Forteza           |
| Data                 | Brent Spinner    | Joaquim Sota             |
| Geordi La Forge      | LeVar Burton     | Aleix Estadella          |
| Worf                 | Michael Dorn     | Enric Arquimbau          |
| Katherine Pulaski    | Diana Muldaur    | Núria Cugat              |
| Deanna Troi          | Marina Sirtis    | Victòria Pagès           |
| Wesley Crusher       | Will Wheaton     | Roger Pera               |
| Guinan               | Whoopi Goldberg  | Montserrat Garcia Sagués |
| Hester Dealt         | Seymour Cassel   | Manel Català             |
| Cap de transportador | Colm Meaney      | Joan Pera                |
| Sra Gladstone        | Dawn Arneman     | Carme Canet              |
| Ian Andrew nen       | Zachary Benjamin | Joël Mulachs             |

## Producció

### Phase II
Els orígens d'un episodi basat en una dona de la tripulació que es queda embarassada es van materialitzar per primera vegada  en la presentació inicial de Gene Roddenberry per a Star Trek (sèrie original). Titulat "Infecció", l'episodi es va descriure com "Es descobreix que una tripulant femenina està embarassada, i la creix la consciència que podrien ser les larves d'un alienígena, utilitzant el seu cos com alguns insectes per plantar els seus ous en altres insectes vius." Una idea similar es va crear per a la sèrie de televisió Star Trek: Phase II a finals dels anys setanta. Jaron Summers va presentar una premissa per a "El nen" en una reunió amb Jon Povill, l'assistent de Roddenberry, i el productor Harold Livingston. Povill va suggerir canvis a la reunió, i Summers va presentar posteriorment un esborrany de tractament revisat. Livingston va demanar a Povill que el reescrigués, i va fer una reescriptura completa en l'espai d'una setmana. Livingston va quedar tan impressionat amb els seus esforços que va exigir a Roddenberry que fes Povill editor de la història. Roddenberry es va negar, fins que Livingston va amenaçar amb renunciar si Povill no aconseguia la feina. Això va canviar d'opinió a Roddenberry, però Livingston va trobar que va danyar seriosament la seva relació laboral.
La història hauria vist la deltana Ilia (Persis Khambatta) quedar-se embarassada d'una entitat alienígena mentre la nau passava prop d'una nebulosa. Ella dóna a llum una nena, a qui anomena Irska. L' Enterprise pateix múltiples quasi-desastres, cadascun dels quals es resol amb la intervenció de la nena. Mentrestant, el casc de la nau es dissol lentament i  es trencarà en qüestió d'hores. El nou oficial científic vulcanià Xon (David Gautreaux) fa una fusió mental amb la nena i descobreix que ha de ser transportada directament a una llum brillant que havia estat perseguint l' Enterprise. Aquest procediment es completa i a mesura que la nena entra a la llum, es transforma en una forma de vida superior. L'episodi acaba amb la tripulació pensant que Ilia va actuar com el primer úter de l'ésser i l' Enterprise va ser el segon. La sèrie es va cancel·lar quan entrava a la producció inicial del pilot, "In Thy Image", i es va reescriure com a Star Trek: La pel·lícula. El guió de la versió "Phase II" de "El nen" es va reimprimir íntegrament al llibre de Judith i Garfield Reeves-Stevens Star Trek: Phase II: The Lost Series (1997). Povill i Summers van adaptar el guió per utilitzar-lo a la sèrie de fans Star Trek: Phase II, també conegufs com a Star Trek: New Voyages. Povill també va dirigir l'episodi.

### La nova generació

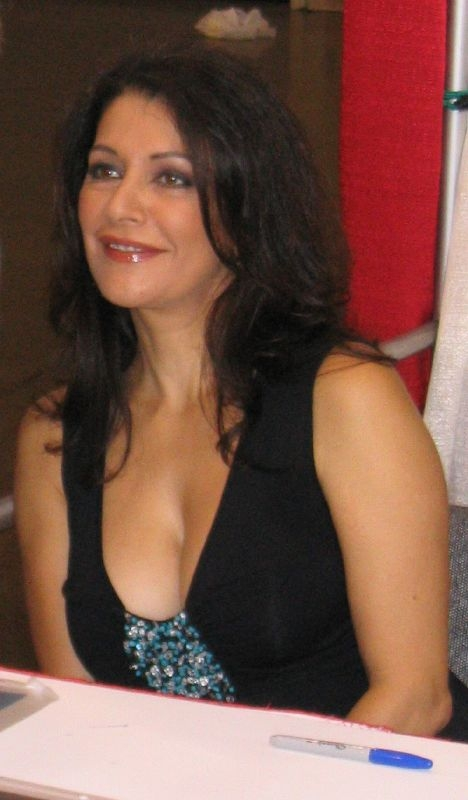
Marina Sirtis (a la foto) es va mostrar satisfeta amb l'episodi, ja que va sentir que el seu personatge va ser passat per alt durant la primera temporada.

En resposta a l'èxit de la primera temporada, Paramount Television va augmentar el pressupost per episodi de Star Trek: La nova generació, però també va canviar l'estructura de finançament perquè els fons es poguessin transferir d'un episodi a un altre. Però a causa de la vaga del Sindicat de Guionistes dels Estats Units de 1988, el treball a la segona temporada es va retardar i la durada global es va reduir. Els productors van intentar entrar en producció immediatament després de l'aixecament de la vaga, així que van estudiar les idees de la història proposades com a part de Phase II. "El nen" es va plantejar com una possibilitat, amb la posició d'Ilia a la història canviada per la de Troi. Sirtis va elogiar aquest desenvolupament, ja que va sentir que l'havien passat per alt durant la primera temporada a causa de la presència tant de Gates McFadden com de Denise Crosby.
El productor creador Maurice Hurley va admetre posteriorment que no havia vist el guió de Phase II, mentre que el productor executiu Rick Berman va explicar més tard que els guionistes no van tenir tant de temps per tornar a desenvolupar el guió a causa de l'escala temporal restringida imposada per la vaga. Malgrat això, el director Rob Bowman va voler oferir als fans de la sèrie un bon episodi per començar la segona temporada, la idea amb la qual Berman va estar d'acord. Així que Bowman va dir que la seva direcció "va anar una mica més enllà" del que faria normalment per compensar les dificultats del guió. Se li va permetre utilitzar càmeres i equipaments addicionals per millorar l'estil de rodatge, inclosa el pla inicial de l'episodi.
El nen suposa les primeres aparicions a La nova generació de Diana Muldaur com a Doctora Katherine Pulaski i de Whoopi Goldberg com Guinan. Muldaur havia aparegut anteriorment en episodis de "La sèrie original" com altres personatges, i havia estat escrita per substituir a Gates McFadden. Oficialment, McFadden havia optat per marxar perquè no li agradava el desenvolupament del seu personatge, la mateixa raó donada per a la marxa de Crosby durant la primera temporada. Tanmateix, en realitat l'havia acomiadat Hurley. S'havia pensat que Pulaski aportaria més atmosfera de Doctor Leonard McCoy a la sèrie. Mentrestant, la nominada als Premis Oscar Goldberg havia estat activament buscant un paper a la sèrie, ja que la interpretació de Nichelle Nichols com Uhura a La sèrie original l'havia inspirat per convertir-se en actriu. El seu agent va ser inicialment ignorat pels productors, ja que no creien que ella volgués participar en la sèrie fins que els va cridar Goldberg mateixa. El seu personatge va rebre el nom de Mary "Texas" Guinan, propietaria d'un speakeasy a l'època de la prohibició.

## Recepció
"El nen" es va estrenar en redifusió el 18 de novembre de 1988. Va ser vist per 10,9 milions d'espectadors, el més alt de la sèrie des de l'episodi "Una època massa curta", emès el 14 de febrer del mateix any. La composició per l'episodi de Dennis McCarthy va se nominada al Premi Primetime Emmy per a la millor composició musical per a una sèrie el 1989.
El 1995, James Van Hise i Hal Schuster van descriure l'episodi com a "desigual" i un "inici desfavorable de la segona temporada" al seu llibre The Complete Trek: The Next Generation. Van elogiar l'addició de Muldaur i Goldberg, però es va criticar la manca d'un seguiment de l'episodi ja que consideraven que els esdeveniments haurien d'haver tingut algun tipus d'efecte durador en Troi. Es va suggerir que voldria tenir un fill, o que desconfiaria d'ells en general a causa de l'impacte de la pèrdua d'Ian. Keith DeCandido va assenyalar diversos canvis a l'inici d'aquesta temporada a "El nen" que es repetirien durant la resta de la sèrie de "La nova generació" a la seva ressenya per a Tor.com. Aquests van incloure traslladar a Geordi La Forge per convertir-se en enginyer en cap, col·locar a Miles O'Brien com a cap de transports i Riker fent-se créixer la barba. Tanmateix, va criticar el fet que la crida de Worf perquè Troi avortés no es va tornar a esmentar, però va afegir que es va discutir en una novel·la    no canònica, A Rock and a Hard Place de Peter David.
El 2013, James Hunt, a la seva ressenya per a Den of Geek, es va sorprendre que ningú de l'episodi reaccionés a que Troi sofrís el que ell considerava una forma de violació. També va sentir que el seu afany per tenir el nen podria haver estat un tipus de control mental, però ningú de la tripulació semblava considerar-ho com una possibilitat. Va dir que la tripulació no va actuar de manera racional pel bé de la trama, que va ser una de les seves molèsties favorites a la televisió, i va afegir que es podria "substituir qualsevol personatge principal d'aquest episodi per una xirivia i el resultat no canviaria". Hunt també va descriure la introducció de nous elements com a "torpe", trobant "soprenent" que "algú no digui 'Bon pèl facial, barbut' a Riker perquè aquest és el nivell de subtilesa que busquen". Zack Handlen, en una revisió de l'episodi de The A.V Club del 2010, li va donar una nota de D+, criticant no sols la introducció de Pulaski sinó també la naturalesa passiva de Troi, equiparant el seu embaràs a la violació. La vida sencera del nen es va presentar com una "alegre experiència de vida", i Handlen va descriure la manca de problemes en un embaràs de tres dies com "una estupidesa". Va pensar que l'episodi s'hauria servit millor concentrant-se en el concepte de la ciència-ficció dura de la plaga del plasma, que només es va utilitzar com a macguffin.
El 2019, ScreenRant el va classificar com el 5è pitjor episodi de Star Trek: La nova generació segons les puntuacions d'IMDB, que era de 5,8 sobre 10 en aquell moment.
El 2020, Syfy va destacar aquest episodi per al personatge de Troi, assenyalant com li dóna un "moment dramàtic de crisi" en lloc d'haver d'oferir consells als altres, juntament amb "La pèrdua". Van dir que aquesta era una gran actuació de Marina Sirtis, però que no era el seu episodi preferit amb ella.

## Estrena en mitjans domèstics
El primer llançament domèstic de "El nen" va ser en vídeocasset VHS el 25 d'agost de 1994, als Estats Units i al Canadà. Més tard, l'episodi es va incloure a la caixa del DVD de la segona temporada de Star Trek: La nova generació, llançada el 7 de maig de 2002. El  Blu-ray de la segona temporada es va publicar el 4 de desembre de 2012.